# Jérôme-Henri-Joseph Foix
Jérôme-Henri-Joseph Foix, francoski general, * 1880, † 1963.